# Irma Tübler
Irma Tübler, geb. Andresen (* 16. Juni 1922 in Kiel; † 25. Juni 1992 ebenda) war eine deutsche Politikerin (CDU).

## Leben und Beruf
Nach dem Schulbesuch und einer Berufsausbildung nahm Tübler eine Tätigkeit in der Verwaltung des öffentlichen Dienstes auf. Später wurde sie Haushaltssachbearbeiterin beim Entschädigungsamt des schleswig-holsteinischen Finanzministeriums.

## Partei
Tübler schloss sich 1955 der CDU an und war von 1962 bis 1972 stellvertretende Kreisvorsitzende des CDU-Kreisverbands Kiel.

## Abgeordnete
Tübler war von 1962 bis 1969 Ratsmitglied der Stadt Kiel. Vom 20. Oktober 1969 bis zum 4. November 1980 war sie (drei Wahlperioden) Mitglied des Deutschen Bundestages. Sie wurde stets über die Landesliste der CDU Schleswig-Holstein gewählt.